# Loma de Hujuapan
Loma de Hujuapan är en ort i Mexiko.   Den ligger i kommunen Juan Rodríguez Clara och delstaten Veracruz, i den sydöstra delen av landet, 400 km öster om huvudstaden Mexico City. Loma de Hujuapan ligger 36 meter över havet och antalet invånare är 521.
Terrängen runt Loma de Hujuapan är platt. Runt Loma de Hujuapan är det ganska tätbefolkat, med 67 invånare per kvadratkilometer. Närmaste större samhälle är Juan Rodríguez Clara, 20,0 km väster om Loma de Hujuapan. Omgivningarna runt Loma de Hujuapan är en mosaik av jordbruksmark och naturlig växtlighet.